# 罗尔巴赫 (莱茵-洪斯吕克县)
罗尔巴赫（德語：Rohrbach，發音：[ˈʁoːɐbax] ⓘ）是德国莱茵兰-普法尔茨州莱茵-洪斯吕克县的市镇，总面积3.77平方千米，2023年12月31日总人口为167人。